# Castellonenses ilustres
Castellonenses ilustres es un diccionario biográfico del cronista español Juan Antonio Balbás y Cruz, publicado por primera vez en 1883.

## Descripción
El diccionario es una colección de breves noticias biográficas que el autor empezó a publicar en la Revista de Castellón y que luego se decidió a reunir en un único tomo, que vio la luz en el establecimiento tipográfico de José Armengot en 1883. Fue descrito por la prensa de la época como «catálogo biográfico de doscientos sesenta hijos de la provincia, más ó menos distinguidos». «Aunque de escaso interes esta obra para la generalidad del público, por la índole especial de estas publicaciones, merece elogios la de que nos ocupamos por el inmenso e ímprobo trabajo que habrá costado al autor para reunir todos los datos y antecedentes necesarios hasta conseguir ver realizado su objeto», se leía en un breve texto publicado en La Correspondencia de España de 25 de marzo.
«La modesta ambicion que nos anima de ser útil al pais en que vivimos, y el sumo interés que nos inspiran siempre aquellos hombres que por su talento, sus virtudes ó sus acciones valerosas se distinguen de los demás y alcanzan el respeto y la veneracion de los pueblos, nos indujo a recojer algunas noticias biográficas de los hijos más ilustres de esta provincia», señala el autor en una nota dirigida al lector. La serie de retazos biográficos, que comienza con Francisco Jover y sigue hasta concluir con Vicente Sebastian, inaugura una serie de libros escritos sobre la región por Balbás y Cruz, cronista de la provincia de Castellón: le seguirían Casos y cosas de Castellón (1884) y El libro de la provincia de Castellón (1892). «Tal vez por su contacto con la documentación, ejercerá la creación historiográfica con bastante rigor, haciendo una crítica de las fuentes cuando convenga», asevera Mezquita Broch sobre su trabajo.